# Unidades de longitud históricas
El presente artículo aborda las unidades de longitud históricas. Las siguientes unidades de longitud ya no se utilizan o se usan muy poco, ya que se han sustituido por el Sistema Internacional de Unidades.[cita requerida]

## Sistema tradicional japonés
- bu
- sun
- shaku (syaku)
- ken
- chō (tyō)
- ri

|       | Ri | Chō | Ken  | Shaku  | Sun     | Bu        | Metro    |
| ----- | -- | --- | ---- | ------ | ------- | --------- | -------- |
| Ri    | 1  | 36  | 2160 | 12 960 | 129 600 | 1 296 000 | 3927,273 |
| Chō   |    | 1   | 60   | 360    | 3600    | 36 000    | 109,091  |
| Ken   |    |     | 1    | 6      | 60      | 600       | 1,818    |
| Shaku |    |     |      | 1      | 10      | 100       | 0,300    |
| Sun   |    |     |      |        | 1       | 10        | 0,030    |
| Bu    |    |     |      |        |         | 1         | 0,003    |

## Sistema tradicional maya
Longitud:
- paatan = 1/20 de k'an (aprox.).
- sab = 1/10 k'an = 2 paatanes (aprox.).
- k'an (mecate) = 20 metros (aprox.).
- nak = 20 "k'aanes" o "mecates" = 400 metros (aprox.).
- lab = 20 "nakes" = 400 k'anes = 8000 metros (aprox.).

Superficie:
- k'an (mecate) = 20 metros x 20 metros = 400 metros cuadrados (aprox.).

## Sistema del Reino de Nápoles
Las unidades de longitud del Reino de Nápoles fueron formalizadas en 1480 por un decreto del rey Ferrante:
| Unidad | Unidad | Equivale a | Equivale a       |
| ------ | ------ | ---------- | ---------------- |
| 1      | milla  | 1/60       | grado de latitud |
| 1      | catena | 1/100      | milla            |
| 1      | passo  | 1/1000     | milla            |
| 1      | palmo  | 1/7        | passo            |

Este sistema se mantuvo en vigor hasta el siglo XIX. En la Officina di Pesi e Misure de Nápoles se conservaba un patrón del palmo tradicional que medía 263,77 milímetros, valor muy cercano al determinado por los astrónomos de la época, que era de 264,55 mm.

## Otras unidades
- Pie: El romano medía 0,2957 m de media, mientras que el castellano era de 0,278635 metros.
- Caña, de Cataluña, equivalía a 1,555 m.[2]
- Codo: la medida del codo varía, según el origen, entre 41,8 cm (codo común) y 83,87 cm (codo mayor).
- Vara: la castellana o de Burgos medía 0,835905 m, y estaba dividida en dos codos, tres pies o cuatro palmos.[3]
- Legua: la medida de la legua varía, según el origen, entre 4 km y 7 km. La legua común era una unidad itineraria que se utilizaba en las crónicas de las exploraciones y viajes terrestres. Era una medida muy imprecisa, ya que variaba con las circunstancias que rodeaban al viajero, tales como si iba a pie, a caballo, en mula, o en carruaje; si iba en grupo o con carga, así como también del tipo de terreno, los obstáculos y el clima. Quedó establecida por el uso en el siglo XVI en 20 000 pies castellanos; es decir, 5572,7 metros o 6666,66 varas castellanas. Sin embargo, la legua común variaba de modo notable según los distintos reinos españoles, e incluso según distintas provincias (por ejemplo de 7000 varas).
- Estadal superficial. Usada en Cataluña y Castilla. Corresponde a 16 varas cuadradas (11,117 m²).
- Toesa: Antigua unidad de longitud francesa equivalente a 1,949 metros,[4] o en unidades de la época a 7 pies castellanos[5]
- Cuarta: 20,89 cm, similar al palmo de Asturias.
- Versta (de Rusia): 1066,8 m.
- Estadio: Medida de longitud de Grecia, Egipto, Macedonia y Roma, equivalente a 174 metros, con variantes de entre 134 y 172 metros. Eratóstenes la usó para calcular la circunferencia de la Tierra con un error de 400 km (1%).
- Palmo de Barcelona: 19,43 cm.
- Ana: es una unidad de longitud, que se usó antiguamente en Aragón, Valencia y Cataluña, de aproximadamente un metro,[6] más o menos larga según regiones. Dos anas son una aba.
- Empan: medida de longitud babilónica, igual a 0,27 metros.